# 许鸿宾 (1935年)
许鸿宾（1935年7月—2023年1月3日），男，河北霸州人，中国画家，河北工艺美术学校教授。曾任河北省美术家协会理事。